# 松長藩
松長藩（まつながはん）は、駿河国駿東郡松長村（現在の静岡県沼津市松長）にあった相模国小田原藩の支藩である。藩庁は松長陣屋に置かれた。

## 概要
小田原藩主（後期）大久保家の初代、大久保忠朝の次男の教寛が元禄11年（1698年)に相模愛甲郡・足柄上郡・高座郡に6000石の分知を受け、宝永3年（1706年）10月に西の丸若年寄に就いたことで、さらに駿河駿東郡・富士郡、伊豆国君沢郡・田方郡などに5000石を加増され1万1000石で諸侯（大名）に列したのが始まりであり、松長に陣屋を置いた。
享保3年（1718年）3月、さらに相模国内において5000石の加増を受け、都合1万6000石となったが、享保15年（1730年）11月、2代藩主教端が弟教平に3000石を分与したため、1万3000石となった。
天明3年（1783年）、第5代藩主教翅が陣屋を松長から相模国愛甲郡の荻野山中（現在の神奈川県厚木市中荻野）に移した。以降は荻野山中藩となった。

## 歴代藩主
大久保家
譜代。1万1000石→1万6000石→1万3000石。
1. 教寛（のりひろ） 従五位下 長門守
2. 教端（のりまさ） 従五位下 筑後守
3. 教起（のりおき） 従五位下 長門守
4. 教倫（のりみち） 従五位下 長門守
5. 教翅（のりのぶ） 従五位下 中務大輔